# Griffon d'arrêt à poil dur Korthals
Pour les articles homonymes, voir Griffon (chien).
Le griffon d’arrêt à poil dur Korthals ou plus simplement griffon Korthals ou Korthals est une race de chiens originaire de France. C'est un chien d'arrêt continental né vers les années 1860 dont le nom est dû à un Néerlandais, Eduard Karel Korthals, qui croisa probablement un braque français, un barbet et un pointer. La première présentation a eu lieu en 1870, le standard a été établi en 1886. Il est devenu français en 1919, appartenant au 7e groupe des races de chien de la F.C.I.
Son standard le décrit comme un chien vigoureux, rustique, de taille moyenne (de 55 à 60 cm au garrot pour les mâles, de 50 à 55 cm chez les femelles). Il est couvert d’un poil rude et grossier de couleur gris acier (marron mélangé dans le blanc) avec taches marron, uniformément marron, marron et blanc ou fauve et blanc, ou blanc et noir). Sa tête, très expressive, porte barbe, moustache et sourcils bien accusés.
Le Korthals est un chien au caractère doux et enjoué qui est aussi à l’aise dans les sous-bois touffus, les grands espaces ou les marais, où il excelle, qu’à la maison où il se révèle le meilleur des compagnons pour toute la famille. Il peut vivre en moyenne douze ans.

## Historique

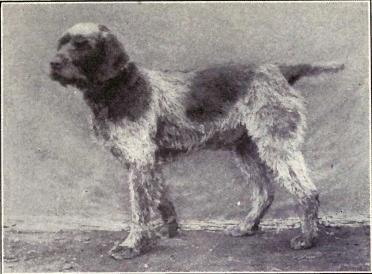
Griffon Khorthals en 1915.

En 1860, dans le grand-duché de Hesse, le maître de chenil hollandais Edouard Karel Korthals décide de recréer le griffon à poil dur. Il commence l'élevage en testant et triant plus de six cents chiens et notamment des barbets  et de différents griffons de pays. Il sélectionne sept fondateurs selon leur aspect physique et leurs qualités de chasse et de reproduction. Le type est rapidement fixé par consanguinité. Le livre des origines du griffons Korthals et son standard sont établis en 1887.
Cette race est reconnue française par la Fédération cynologique internationale (FCI).

## Standard

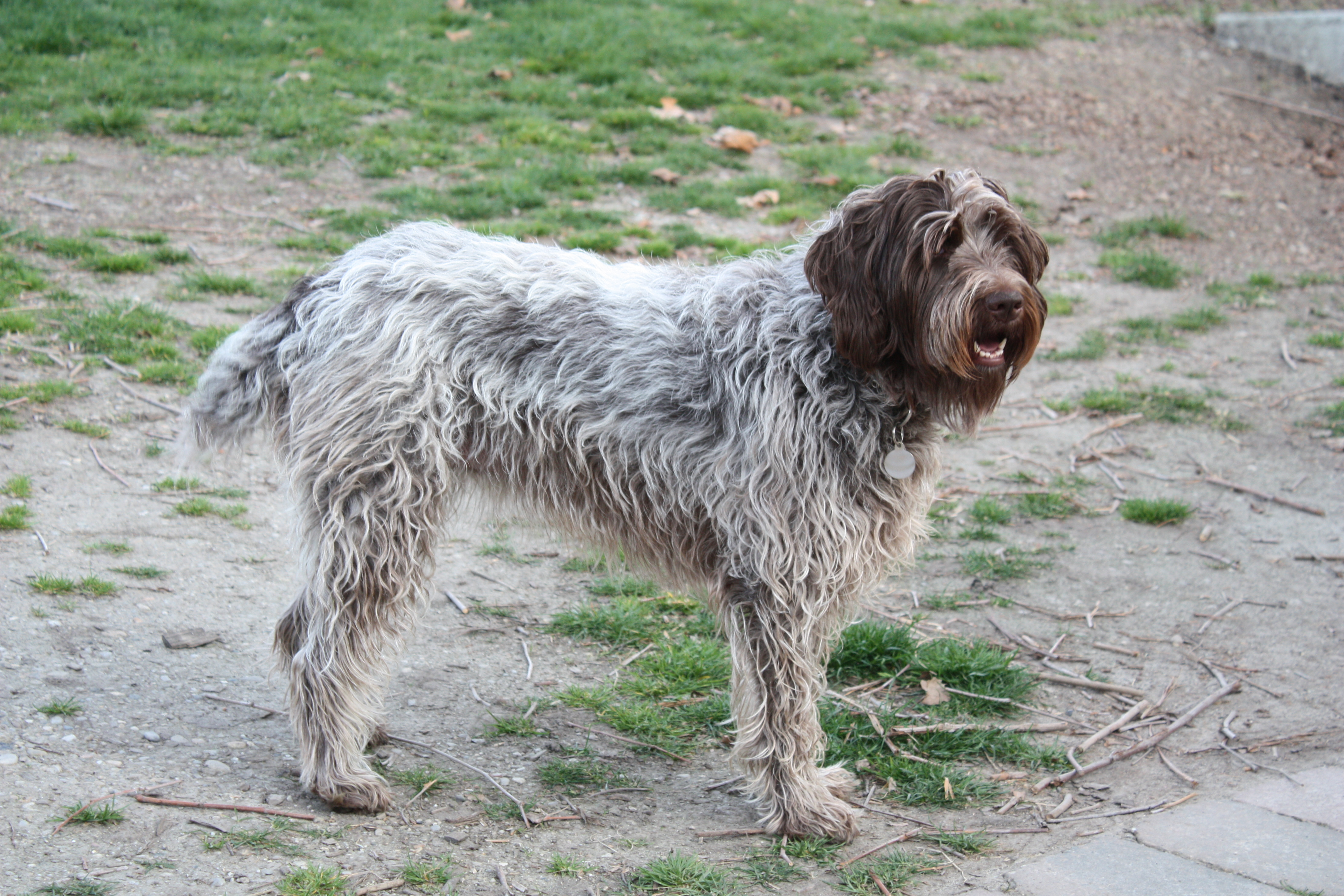
Griffon Korthals gris et marron.

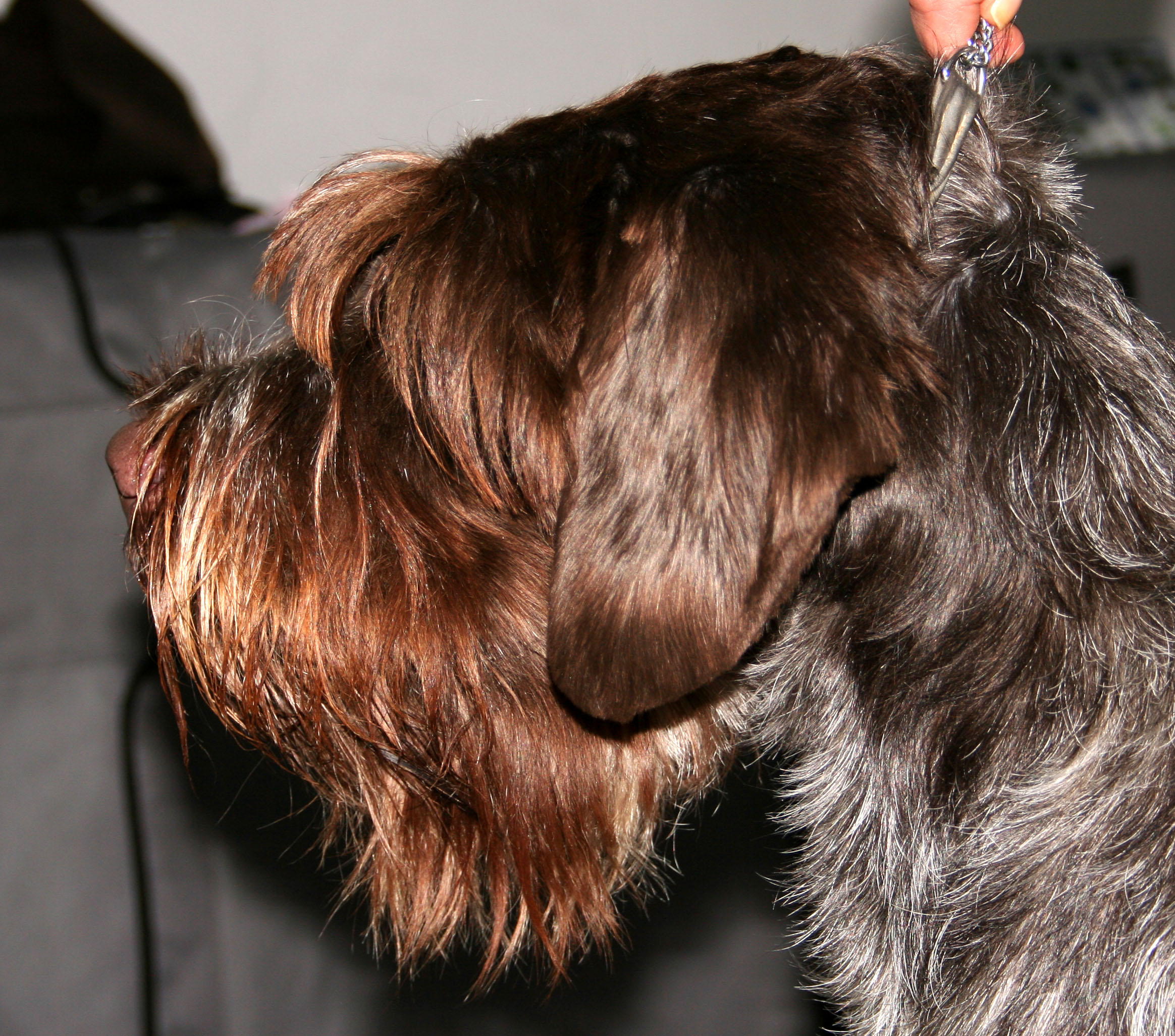
Le griffon Korthals a une tête à la barbe, moustache et sourcils prononcés.

Le griffon d'arrêt à poil dur Korthals est un chien d'arrêt de taille moyenne dont le corps s'inscrit dans un rectangle. La queue est portée horizontalement, souvent avec l'extrémité relevée ; elle est raccourcie d'un tiers ou d'un quart. Le crâne n’est pas trop large avec un museau long et carré. Au niveau de la tête, d'épais sourcils forment un écran protecteur pour les yeux et de grosses moustaches et une barbe s'étalent sur les joues et les babines. Les yeux sont de couleur jaune foncé ou brun et de forme ronde. De taille moyenne, les oreilles sont attachées sur la ligne de l’œil. Elles retombent bien à plat, non papillotées.
Le poil est dur et grossier, ni bouclé, ni laineux avec un sous-poil duveteux. La robe est de préférence gris acier avec des taches marron, marron rubican ou rouan. Les robes blanc et marron et blanc et orange existent également.

## Caractère
Le griffon Korthals est décrit par le standard FCI comme un chien doux et fier, très attaché à son maître et à son environnement qu’il garde avec vigilance. Il est très doux avec les enfants. Intelligent et doux, son éducation doit se faire avec fermeté mais sans brutalité. Cette race a un caractère fort et les mâles peuvent se montrer réactifs entre eux.
Le griffon Korthals est un chien actif et sportif, il a besoin d'exercice quotidien et d'au moins deux grandes sorties par semaine.

## Utilité
Le griffon Korthals est un chien de chasse polyvalent. L'odorat est très subtil. C'est un chien endurant capable de maintenir un galop soutenu. Il est réputé pour la chasse à la bécasse, mais s'adapte à tous les gibiers. La fourrure du griffon Korthals est imperméable et offre une protection efficace contre le froid, le chaud et l'eau, ainsi que pour les broussailles. 
Le griffon Korthals est également un chien de compagnie agréable et un chien de garde.

## Entretien
La fourrure du griffon Korthals nécessite un brossage hebdomadaire. Les oreilles doivent être vérifiées régulièrement.